# Melanotaenium hypogaeum
Melanotaenium hypogaeum är en svampart som först beskrevs av Tul. & C. Tul., och fick sitt nu gällande namn av Schellenb. 1911. Melanotaenium hypogaeum ingår i släktet Melanotaenium och familjen Melanotaeniaceae.   Inga underarter finns listade i Catalogue of Life.